# Augusta Mountains
Le Augusta Mountains (in italiano Monti Augusta) sono una catena montuosa nella contea di Pershing, nel Nevada nordoccidentale. Nel 1997 vi sono stati rinvenuti i resti fossili dell'Augustasaurus, un genere di Plesiosauro cui hanno dato il nome.